# Crookston, Minnesota
Crookston là một thành phố thuộc quận Polk, tiểu bang Minnesota, Hoa Kỳ. Năm 2010, dân số của thành phố này là 7891 người.

## Dân số
- Dân số năm 2000: 8192 người.
- Dân số năm 2010: 7891 người.